# Karl-Erik Johansson (tidningsman)
Karl-Erik Bo Johansson, född 8 augusti 1934 i Värnamo församling i Jönköpings län, död 28 mars 2019 i Malmö, var en svensk tidningsman och konsthandlare.
Karl-Erik Johansson var son till tidningsmannen Karl Witus Johansson och Ruth Karlsson. Han blev liksom fadern journalist och övertog 1967 den av fadern grundade Värnamo Nyheter. Johansson var tidningens verkställande direktör, chefredaktör och ansvarig utgivare 1967–1981. Vid sidan av arbetet som tidningsman startade han också konstgalleriet Liljan i Värnamo tillsammans med systern Sonia Wänestig. År 1981 sålde syskonparet Värnamo Nyheter till Hallpressen och Karl-Erik Johansson flyttade till Paris, där han verkade som konsthandlare. Han har gett ut böckerna Samla sitt liv – konstälskarens bilderbok (2010) och Teckna sitt liv – tidsdokument & fotobok (2017).
Tillsammans med systern Sonia donerade han konstverket Stigande spiral av Pål Svensson i diabas, placerad utanför Värnamo Nyheters kontor på Flanaden, till Värnamo kommun.
Han var från 1957 till sin död gift med småskolläraren Berit Zaar (född 1937) och har två söner, födda 1958 och 1962. Makarna återvände till Sverige och bosatte sig i Malmö.